# 珀恩彩達·瓦拉帕查那
珀恩彩達·瓦拉帕查那 （羅馬化：Pornchada Warapachara，1997年12月16日—），小名Mameaw或Meaw，2013年泰國妙齡小姐冠軍。現為泰國第7電視臺旗下藝人。

## 個人簡歷

### 早期生活
Mameaw原名為珀恩彩達·科若卡什 （羅馬化：Pornchada Krueakoch），於1997年12月16日出生於泰國曼谷。父母皆為泰國籍，且信奉佛教。她在家中排行老么，有一個哥哥。
在教育方面，她畢業於曼谷的天主教高中Assumption College Thonburi後，曾赴紐西蘭留學，並在瑪希敦大學國際學院就讀一段時間，之後轉學至曼谷大學傳播藝術學院，並在2022年畢業。

### 演藝經歷
2013年，15歲的Mameaw參加了泰國妙齡小姐選美競賽，並在大賽中獲得冠軍，以及“Miss Maxim Thailand”、“Miss Photogenic”、“Miss Sweet Eyes Media”等多項殊榮。
2014年，與7頻道簽約。
2015年，出演電視劇《吝嗇的家庭》與《悲慟君王》，直至目前仍持續累積戲劇作品。
2018年，她因出演戲劇《遲來的懺悔》中的Choreuang一角，再次受到粉絲的追捧。該劇在結局更收穫9.0的高收視率，也讓她在2018年初獲得了第11屆暹羅之星的新人獎（同劇獲獎的女演員還有飾演Daonin的豐迪帕·瓦查拉澤固）。

## 個人生活
男友為同為演員的薩魯特·素萬巴爾迪（Jom）。此外，Mameaw還是慈善團體報德善堂的成員之一。

## 影視作品

### 電視劇
| 首播年份 | 戲名                   | 戲名                 | 播放平台 | 角色                     | 備註 |
| 首播年份 | 譯名                   | 原文名               | 播放平台 | 角色                     | 備註 |
| 2015年   | 《吝嗇的家庭》         |                      | Ch7HD    | Saving                   | 主演 |
| 2015年   | 《悲慟君王》           |                      | Ch7HD    | Phenphayom               | 配角 |
| 2016年   | 《我宿舍的壞蛋》       |                      | Ch7HD    | Mesa                     | 主演 |
| 2016年   | 《鰷魚的詛咒》         |                      | Ch7HD    | Sompor                   | 配角 |
| 2017年   | 《甜心機器人》         |                      | Ch7HD    | Preeya （Priew）         | 主演 |
| 2018年   | 《遲來的懺悔2018》     |                      | Ch7HD    | Choreuang Puangkham      | 配角 |
| 2018年   | 《花戀心機》           |                      | Ch7HD    | Fahsai                   | 配角 |
| 2019年   | 《鋼鑽玫瑰》           |                      | Ch7HD    | Niramol                  | 配角 |
| 2019年   | 《四女奇緣2019》       |                      | Ch7HD    | Kaew                     | 主演 |
| 2020年   | 《音樂教父》           |                      | Ch7HD    | Jingreet                 | 主演 |
| 2020年   | 《日落之前》           |                      | Ch7HD    | Ganlaya （Gift）         | 主演 |
| 2020年   | 《雄獅指令》           |                      | Ch7HD    | Orn Anong Amarin （Orn） | 配角 |
| 2021年   | 《迷心愛痕》           |                      | Ch7HD    | Jeera                    | 配角 |
| 2022年   | 《農家女婿和千金媳婦》 |                      | Ch7HD    | Noina                    | 配角 |
| 2023年   | 《世緣之舟》           |                      | Ch7HD    | Chokaew（現代）          | 主演 |
| 2023年   | 《世緣之舟》           | Kaew（拉瑪三世時期） | Ch7HD    |                          | 主演 |
| 2023年   | 《雙笙之地》           |                      | Ch7HD    | Pimsai                   | 主演 |
| 2024年   | 《兩相情傲》           |                      | Ch7HD    | Petch                    | 主演 |
| 待公布   | 《假扮媽媽》           |                      | Ch7HD    | Gaewalin                 | 配角 |
| 待公布   | 《彩紋蝴蝶》           |                      | Ch7HD    |                          | 主演 |

### 單元劇
| 首播年份 | 戲名         | 戲名   | 播放平台 | 角色 | 備註 |
| 首播年份 | 譯名         | 原文名 | 播放平台 | 角色 | 備註 |
| 2022年   | 《老天有眼》 |        | Ch7HD    | 未知 | 主演 |

## 音樂作品
| 年份   | 歌名                     | 合作藝人              | 備註                 |
| 2017年 | 想成為甜心 อยากเป็นหวานใจ | 彭沙功·托苏万 （Bom） | 《甜心機器人》原聲帶 |
| 2020年 | 愛情炸彈 รักระเบิด         |                       | 《音樂教父》原聲帶   |

## 獎項
| 年份   | 組織                                          | 獎項       | 獲獎作品           | 來源  |
| 2013年 | Miss Teen Thailand 2013 （泰國妙齡小姐 2013） | 冠軍       | 不適用             | [ 7 ] |
| 2018年 | 11th Siamdara Stars Awards （暹羅之星）       | 最佳新人獎 | 《遲來的懺悔2018》 |       |

## 外部連結
- 珀恩彩達·瓦拉帕查那於Channel 7的簡介 （页面存档备份，存于）（泰文）
- 珀恩彩達·瓦拉帕查那的Instagram帳戶（泰文）
- 珀恩彩達·瓦拉帕查那的X（前Twitter）（泰文）

| 奖项与成就                          | 奖项与成就          | 奖项与成就                               |
| ----------------------------------- | ------------------- | ---------------------------------------- |
| 前任者： Tia Taveepanichpan （Tia） | 泰國妙齡小姐 2013年 | 繼任者： Patthanida Poomchusang （Mind） |